# Берзи-ле-Сек
Берзи-ле-Се́к (фр. Berzy-le-Sec) — коммуна во Франции, находится в регионе Пикардия. Департамент коммуны — Эна. Входит в состав кантона Суасон-2. Округ коммуны — Суасон.
Код INSEE коммуны — 02077.

## Население
Население коммуны на 2010 год составляло 396 человек.
| 1962 | 1968 | 1975 | 1982 | 1990 | 1999 | 2010 |
| ---- | ---- | ---- | ---- | ---- | ---- | ---- |
| 427  | 385  | 368  | 411  | 365  | 395  | 396  |

## Экономика
В 2010 году среди 264 человек трудоспособного возраста (15—64 лет) 202 были экономически активными, 62 — неактивными (показатель активности — 76,5 %, в 1999 году было 70,2 %). Из 202 активных жителей работали 178 человек (93 мужчины и 85 женщин), безработных было 24 (15 мужчин и 9 женщин). Среди 62 неактивных 25 человек были учениками или студентами, 25 — пенсионерами, 12 были неактивными по другим причинам.